# 중개인
중개인(仲介人, broker)은 상법 제93조에 따라 타인간의 상행위를 중개하는 것을 영업으로 하는 자를 말한다. 중개인과 계약의 중개를 의뢰한 자 사이에는 중개계약이라는 위탁계약이 체결된다. 상법에서는 위탁계약에 일정한 특칙을 정하고 있는데, 견품보관의무, 계약서교부의무, 장부작성의무, 개입의무 등이다. 중개인은 계약서 교부 후 계약당사자 쌍방에게 중개료를 일정하게 청구할 수 있다(상법 제100조). 중개인은 특정한 상인과 관계되지 아니하고 넓은 범위에서 타인간의 상행위의 중개한다는 점에서 일정한 기업을 위하여 계속적으로 상행위의 중개를 하는 중개대리상과 다르다. 또한 타인간의 법률행위가 체결되도록 중개하는 점에서 자기명의로 제3자를 위하여 계약을 체결하는 위탁매매업과도 다르다(상법 제101조). 한편 부동산중개업법상 중개인이란 법인 및 공인중개사가 아닌 자로서 중개업을 영위하는 자를 말한다(부동산중개업법 제2조 제5호).
거래당사자에게 단지 거래의 정보만을 제공하거나 거래의 기회만을 부여하는 자를 독일에서는 Nachweismakler(提報仲介人)라 부르며, 상법상의 중개로 보지 아니하고, 民事仲介의 일종으로 보고 있다. 일본에서도 이를 指示仲介人(Nachweismakler의 번역어)라 부르며, 통설은 상법상 중개로 보지 아니한다.

## 의무

### 중개인의 개입의무
중개인이 임의로 또는 당사자 일방의 요구에 의해 그 당사자의 성명 또는 상호를 상대방에게 표시하지 아니한 때에는 상대방은 중개인에 대하여 이행을 청구할 수 있다. 이에 대응하는 중개인의 이행의무를 중개인의 개입의무(Eintrittslast)라 한다.
중개인이 이행한 경우에는 묵비한 당사자에 대하여 구상권을 가지며, 반대 당사자에 대하여는 변제할 정당한 이익이 있는 자이므로 당연히 묵비된 당사자를 代位한다.

### 중개인의 묵비의무
당사자 일방이 자신의 성명 또는 상호를 상대방에게 표시하지 아니할 것을 중개인에게 요구한 때에는 중개인은 그 상대방에 교부할 결약서 및 일기장의 등본에 이를 기재하지 못한다. 당사자 일방이 경쟁관계에 있는 상대방 또는 제3자에 대해 거래사실을 은폐할 필요가 있거나, 경쟁관계에 있는 상대방에 자신이 노출됨으로 해서 거래가 성립되지 않을 것을 염려하여 자신을 은닉할 필요가 있을 수 있다. 상거래에서는 당사자의 개성이 특히 중요하지 않으므로 이 같은 경우 당사자의 은폐를 허용하더라도 무방하다는 취지에서 중개인의 묵비의무를 인정한 것이다.

## 중개인의 중립성의 원칙
중개되는 계약의 쌍방당사자는 서로 반대의 이해를 갖게 된다. 예컨대 매도인은 가능한 고가로 매도할 것을 원하고 매수인은 가능한 한 저가로 매수할 것을 원한다. 이 경우 중개인은 중개를 위탁한 자 또는 보다 많은 보수를 약속하는 자의 이익에 치중하기 쉽다. 그러나 중개인은 위탁자뿐 아니라 그의 상대방과의 사이에도 중개계약관계에 서는 것이며, 보수의 다소는 주의의무의 내용에 영향을 주는 것이 아니므로 어느 일방의 이익에 치중해서는 아니 되고 중립성 및 객관성을 지켜야 한다.
그래서 중개인의 행동수칙을 중개인이 알게 된 당사자들의 계약동기를 누설함이 없이 쌍방당사자들로 하여금 계약의 목적물의 가치와 상대방의 이행능력을 충분히 알게 하는 것이라고 표현하기도 한다.

## 참고 문헌
- 이철송,상법총칙•상행위,(서울: 박영사, 2014)